# SK1682 카트라이더 5차리그
SK1682 카트라이더 5차리그는 SK콜렉트콜이 후원한 카트라이더 다섯 번째 리그이다. 리그 표어는 "숨막히는 0.01초의 승부!"이다.

## 개요

### 일정
- 2007년 3월 3일 ~ 2007년 5월 13일

### 변경된 점
- 팀별 유니폼 출전이 자유화되었다.
- 모든 선수가 세이버 SR로 경기를 참여하였다.
- 기존 167경기에서 187경기로 변경되었다.

### 경기장
- 결승전 : 용산 아이파크몰 이벤트 파크

### 특이사항
- 문호준이 최연소(당시 만 9세)로 우승하였다.

## 참가선수
- 4차리그 시드자 : 강진우, 조현준, 문호준, 유임덕, 김경한, 김진용, 방준규

김민규, 이원선, 김성직, 장승우, 마광락, 정선호, 전인권, 장진형, 백재호, 한정섭, 
이상우, 강석인, 주영식, 고경용, 이요한, 김택환, 이상윤, 이충효, 방준규, 유병욱,
김현준, 김동주, 김진희, 강정민, 김선일, 손창완, 이재성, 유범무, 최현후, 서형원,
최봉석, 김명제, 이구응, 조형규

## 대회 결과

### 라운드 우승자
- 1라운드 : 문호준
- 2라운드 : 김진희
- 3라운드 문호준

### 최종 결과
- 우승 : 문호준
- 준우승 : 정선호
- 3위 : 김진희